# Бамбуковые анналы
Бамбуковые анналы (кит. трад. 竹書紀年, упр. 竹书纪年, пиньинь Zhúshū Jìnián, палл. Чжу шу цзи нянь) — один из важных письменных источников по истории Древнего Китая. В научной и культурной традиции существует в двух вариантах, которые принято называть «древним» (гу бэнь 古本) текстом и «современным» (цзинь бэнь 今本) текстом. Каждый из них представляет собой разновидность реконструкции не сохранившегося в первоначальном виде памятника. «Древний» текст представляет собой упорядоченную подборку сохранившихся в различных произведениях III—XII веков сообщений из Чжу шу цзи нянь (см. также en:Ji zhong discovery). Как целостное произведение, он был утерян в середине XII в. и реконструирован Чжу Юцэном в первой половине XIX века. «Современный» текст отчасти состоит из сообщений Чжу шу цзи нянь и включает материал различных исторических сочинений, подобранных и стилизованных составителями нового времени. По существу «современный» текст ― это произведение китайской историографии, завершённое к началу XVIII века.